# Дискаверер-10
Дискаверер-10 (англ. Discoverer 10) (KH-1 7, Corona 10) — американский космический аппарат. Аппарат из серии разведывательных спутников KH-1, запускавшихся по программе CORONA.

## Конструкция
Спутник был неотделяемым от второй ступени «Аджена» и вместе с ней составлял 5,73 метра в длину и 1,52 метра в диаметре. Корпус изготовлен из магниевого сплава. Полезная аппаратура массой 111 кг располагалась в носовом обтекателе. В самой передней части спутника располагалась возвращаемая капсула массой 88 кг. Капсула имела вид полусферы с диаметром 84 см и длиной 69 см.
Оборудование состояло из панорамной камеры с разрешением 12 метров. Плёнка с отснятым материалом должна была быть доставлена на Землю в спускаемой капсуле.

## Запуск
Запуск Дискаверера-10 прошёл неудачно. Сбой системы управления ракеты-носителя.